# Ta Kong (gmina)
Ta Kong (khm. ឃុំតាគង់) – gmina (khum) w północno-zachodniej Kambodży, w południowo-zachodniej części prowincji Bântéay Méanchey, w dystrykcie Mălai. Stanowi jedną z 6 gmin dystryktu.

## Miejscowości
Na obszarze gminy położonych jest 6 miejscowości:
- Chaeng Maeng
- Ballang
- Paoy Angkor
- Srah Phlouh
- Kcheay
- Ta Kong